# Долен Верапас
Долен Верапас (на испански: Baja Verapaz) е един от двадесет и двата департамента на Гватемала. Столицата на департамента е град Салама. Населението е 307 200 жители (по изчисления от юни 2016 г.).

## Общини
Долен Верапас е разделен на 8 общини, някои от които са:
1. Гранадос
2. Кубулко
3. Рабинал
4. Салама
5. Сан Херонимо